# سيوسي (أسطورة)
سيوسي (بالإنجليزية: Ceiuci)‏ ساحرة من آكلة لحوم البشر في أساطير هنود طوبي Tupi في البرازيل. وتروي بعض الأساطير عن اصطيادها للشباب لتأكلهم، ففي يوم ذهبت لاصطياد السمك ورأت ظل شاب يقف على صخرة قرب الماء فألقت صنارتها في الماء ولمحت الشاب يضحك، فنظرت إلى أعلى وقالت له اهبط، لكنه رفض، فأرسلت إليه مجموعة من النمل تقرص قدميه مما اضطره إلى إلقاء نفسه في الماء، عندئذ التقطته الساحرة وأخذته معها إلى البيت لتأكله، وبينما هي تعد المدة وجلب الحطب، حضرت ابنتها إلى المنزل ورأت الشاب الذي راح يتوسل إليها أن تخبئه، وعندما عادت الساحرة كان الاثنان قد هربا وألقيا أثناء الهروب بسعف النخل في الطريق الذي تحول إلى حيوانات توقفت الساحرة لتأكلها، وفي النهاية يصل الشاب إلى كوخ امرأة عجوز يكتشف أنها أمه، وفي هذه اللحظة يصبح هو نفسه رجلا عجوزا.